# Saski Baskonia
Saski Baskonia (podle jména hlavního sponzora také TAU Baskonia, TAU Vitoria, TAU Cerámica nebo Laboral Kutxa) je španělský profesionální basketbalový klub působící v baskickém městě Vitoria-Gasteiz, který hraje nejvyšší španělskou basketbalovou soutěž ACB.

## Historie klubu
Klub Saski Baskonia byl založen v roce 1959 jako basketbalový oddíl při CD Baskonia. Od roku 1971 hraje nejvyšší španělskou ligu, ve které se po spíše slabších začátcích v průběhu devadesátých let postupně vypracoval mezi špičkové týmy hrající o titul. Z celkem sedmi účastí ve finále ligy dokázal klub vytěžit tři tituly – v roce 2002, 2008 a 2010. Kromě toho má za sebou pětinásobnou účast v závěrečné fázi Euroligy, v roce 2005 se dokonce v této prestižní soutěži dostal až do finále.

## Největší úspěchy klubu

### Vítězství vešpanělské lize
- 2001–02, 2007-08, 2009-10

### Vítězství ve španělském basketbalovém poháru
- 1994–95, 1998–99, 2001–02, 2003–04, 2005–06, 2008-09

### Účast ve finále španělské ligy
- 1997–98, 2001–02, 2004–05, 2005–06, 2007-08, 2008-09, 2010

### Účast v závěrečné částiEuroligy
- 2000–01: finalová série
- 2004–05: druhé místo ve Final Four
- 2005–06: třetí místo ve Final Four
- 2007-08: čtvrté místo ve Final Four
- 2015-16: čtvrté místo ve Final Four

### Pohár vítězů pohárů v basketbalu mužů
- vítěz 1996